# Viacom Blink!
Viacom Blink! – polska rozrywkowa stacja telewizyjna skierowana głównie do kobiet, należąca do spółki Viacom we współpracy z Endemol. Kanał rozpoczął nadawanie 20 lipca 2011.

## Historia kanału
Stacja została uruchomiona w Polsce w 2011 roku. W ofercie programowej stacji znalazły się seriale fabularne, programy lifestylowe, rozrywkowe i reality show, a także programy i seriale dokumentalne. Kanał od samego początku nadawał w standardowej rozdzielczości w formacie 16:9. Polska była pierwszym krajem na świecie, w którym pojawił się Viacom! Blink, a nadawca planował ekspansję na kolejne rynki.
Formuła kanału nie sprawdziła się. Od kwietnia 2014 roku na antenie stacji zaczęto emisję programu kulinarnego Ready Steady Cook niemal przez całą dobę. W maju 2014 roku stacja stała się anteną powtórkową dla emitowanych dawniej programów na antenie VIVA Polska oraz filmów z gatunku horror.
Z powodu niskiej oglądalności 19 marca 2015 roku kanał został zastąpiony przez filmowy Paramount Channel HD.

## Oferta programowa

### Seriale telewizyjne
- Chata pełna Rafterów
- Ekipa ratunkowa
- Pod błękitem nieba
- Rozpalić Cleveland
- Sądny dzień
- W pętli życia
- Zatoka serc

### Programy lifestyle’owe
- Chcę być supermodelką
- Operacja remont
- Wielka miłość małych ludzi
- The Secret Life of Us
- Spirited
- Gok`s Fashion Fix
- Supersize vs Superskinny

### Programy rozrywkowe i reality
- Moja kuchnia górą
- Moja restauracja górą
- Ready Steady Cook
- Wyścig do wybiegu
- Nieustraszeni
- VIVA Mjuzik Kłiiiz
- Kolejno odlicz
- Hot or Not
- 100 klipów, które wstrząsnęło Vivą

### Programy i seriale dokumentalne
- Sekrety zbrodni
- Zagadkowe diagnozy